# Raionul Semenivka, Poltava
Semenivka (în ucraineană Семенівський район, transliterat: Semenivskîi raion) este un raion în regiunea Poltava, Ucraina. Reședința sa este așezarea de tip urban Semenivka.

## Demografie
Componența lingvistică a raionului Semenivka
     Ucraineană (97,26%)
     Rusă (2,15%)
     Alte limbi (0,28%)
Conform recensământului din 2001, majoritatea populației raionului Semenivka era vorbitoare de ucraineană (97,26%), existând în minoritate și vorbitori de rusă (2,15%).